# SMS Erzherzog Karl
SMS Erzherzog Karl – przeddrednot zbudowany dla Austro-Węgierskiej Marynarki Wojennej w latach 1902-1906. Był okrętem prototypowym typu Erzherzog Karl. Został zwodowany w 3 października 1903 roku i razem ze swoimi siostrzanymi okrętami tworzył III Dywizjon Pancerników.
Przez większość I wojny światowej okręt pozostawał w swoim porcie macierzystym w Puli, w obecnej Chorwacji, poza czterema zadaniami. W 1914 r. pancernik był częścią austro-węgierskiej flotylli, która została wysłana w celu eskorty dwóch niemieckich okrętów, SMS „Breslau” i SMS „Goeben”, ucieczki z brytyjskiego terytorium Morza Śródziemnego. Okręt dopłynął na wysokość Brindisi zanim został odwołany do swojego portu. W maju 1915 r. okręt brał udział w ostrzale włoskiego miasta portowego Ankona. „Erzherzog Karl” wziął również udział w stłumieniu buntu członków załóg kilku krążowników pancernych stacjonujących w Kotorze w dniach 1-3 lutego. Okręt brał też udział w próbie przełamania blokady Cieśniny Otranto w czerwcu tego samego roku, lecz musiał się wycofać, kiedy drednot „Szent István” został zatopiony. Po wojnie „Erzherzog Karl” został przekazany Francji jako pryz, ale osiadł na mieliźnie w Bizercie. Został zezłomowany we Włoszech w 1921 roku.

## Konstrukcja

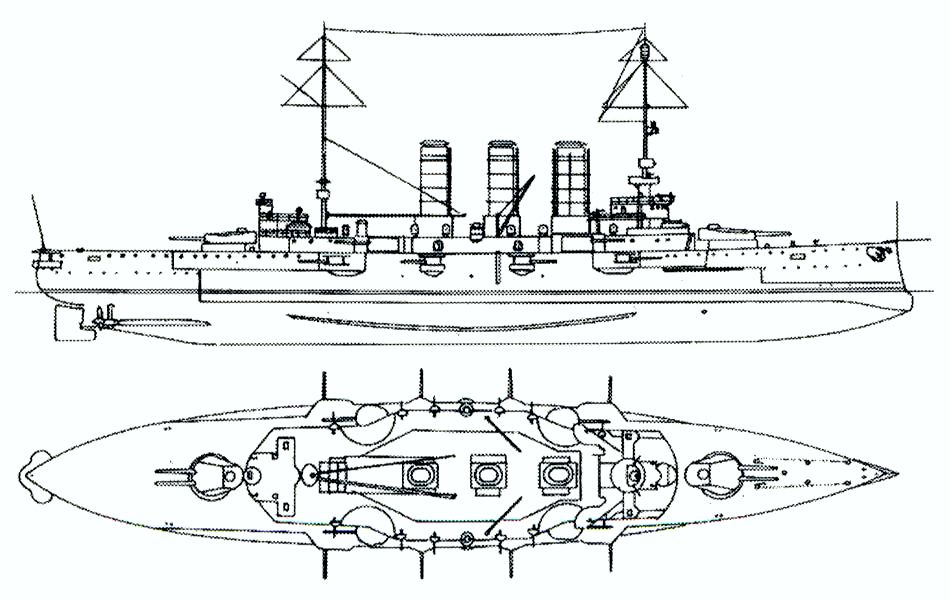
Rzut z lewej burty i plan pokładu pancernika typu Erzherzog Karl

Wyporność pancernika SMS „Erzherzog Karl” wynosiła 10 640 t. Miał 126,2 m długości całkowitej (124,35 m długości na linii wody), 21,78 m szerokości i 7,51 m zanurzenia. Załoga składała się z 37 oficerów i 703 marynarzy. On i jego siostrzane okręty były ostatnimi i największymi przeddrednotami zbudowanymi przez Austro-Węgry, przerastając pancerniki typu Habsburg o około 2000 ton. Okręt był napędzany za pomocą dwóch czterocylindrowych maszyn parowych potrójnego rozprężania. Były one zasilane w parę przez 12 kotłów Yarrow opalanych węglem, rozmieszczonych w trzech kotłowniach. Podczas rejsu maszynownia okrętów zapewniała 18 000 KM (według innych źródeł 13 530 KM) mocy, co pozwalało osiągnąć prędkość 20,5 węzła. Było to o jeden węzeł więcej niż pierwotnie zakładano.
Uzbrojenie główne pancernika składało się z czterech dział Škoda K01 kal. 240 mm L/40, po dwa w dwóch wieżach artyleryjskich. Działa te były austro-węgierskimi replikami dział Krupp C97 kal. 240 mm L/40, użytych na pancernikach typu Habsburg . Kąt podniesienia dział wynosił od -4° do +20°, a maksymalny kąt ostrzału 150° na każdą burtę . 45-kilogramowy ładunek prochu nadawał pociskom prędkość wylotową 725 m/s, co przy kącie podniesienia 9,15° dawało zasięg ok. 10 tysięcy metrów . Szybkostrzelność wynosiła trzy do czterech strzałów na minutę . Artylerię średniego kalibru stanowiło 12 dział Škoda kal. 190 mm L/42 , zamontowanych w ośmiu pojedynczych kazamatach na burtach okrętu i w czterech pojedynczych wieżach artyleryjskich, po dwóch na każdej burcie. Działa mogły wystrzeliwać 97-kilogramowe pociski przeciwpancerne na odległość 20 000 m przy maksymalnym podniesieniu lufy i prędkości wylotowej pocisku 800 m/s. Szybkostrzelność wynosiła trzy strzały na minutę . Okręt posiadał lekkie uzbrojenie do obrony przed torpedowcami. Było to 12 dział Škoda kal. 66 mm L/45 . Obronę przeciwlotniczą stanowiły cztery działka Vickers kal. 37 mm kupione od Wielkiej Brytanii w 1910 roku i zamontowane na pancerniku . Pancernik był również wyposażony w dwie nadwodne wyrzutnie torpedowe kal. 450 mm, lecz były one rzadko używane.

## Służba

### Czas pokoju
Krótko po wejściu do służby, „Erzherzog Karl” stał się okrętem flagowym floty. W 1907 roku odbył ośmiomiesięczny rejs po wschodnim Morzu Śródziemnym, odwiedzając po drodze Pireus, Smyrnę, Bejrut i Jaffę. Rok później okręt wpłynął na wody zachodniego Morza Śródziemnego, zatrzymując się podczas swojej podróży w Barcelonie, Gibraltarze, Tangerze, Maladze oraz na Korfu. Podczas tych dwóch wypraw, na pokład statku weszli królowie Hiszpanii i Grecji oraz cesarz niemiecki. W 1909 roku okręt przeszedł niewielką modernizację i jeszcze w tym samym roku odbył kolejny rejs po Morzu Śródziemnym. W 1910 roku okręt jeszcze raz wypłynął na wody Morza Śródziemnego, zanim w czerwcu został zadokowany na generalny remont .

### I wojna światowa
W momencie wybuchu I wojny światowej okręt był przypisany do III Dywizjonu Pancerników Austro-Węgierskiej Marynarki Wojennej. Pancernik został zmobilizowany w celu eskorty SMS „Goeben” i SMS „Breslau” w czasie ich ucieczki. Niemieckie krążowniki próbowały wyrwać się z Cieśniny Mesyńskiej, która była otoczona przez brytyjskie okręty i uciec do Turcji. Ich ucieczka powiodła się. Kiedy austro-węgierska flota była na wysokości Brindisi na południu Włoch, okręty zostały odwołane. W towarzystwie innych austro-węgierskich jednostek, „Erzherzog Karl” wraz z dwoma „bliźniakami” wziął udział w bombardowaniu Ankony 24 maja 1915 roku. Okręty zużyły 24 pociski przeciwpancerne kal. 240 mm ostrzeliwując stacje przekaźnikowe i semaforowe oraz 74 pociski kal. 190 mm do bombardowania włoskich baterii obrony wybrzeża i innych instalacji portowych.
1 lutego 1918 roku wybuchł bunt wśród załóg krążowników pancernych stacjonujących w Kotorze, włączając to załogi SMS „Sankt Georg” i SMS „Kaiser Karl VI”. Dwa dni później do portu przybyły trzy pancerniki typu Erzherzog Karl i asystowały w jego tłumieniu. Po spacyfikowaniu buntu krążowniki „Sankt Georg” i „Kaiser Karl VI” zostały wycofane ze służby, a pancerniki typu Erherzog Karl zostały na stałe przeniesione do portu w Kotorze. Admirał Miklós Horthy planował na poranek 11 czerwca atak na siły brytyjskie blokujące Cieśninę Otranto; trzy pancerniki typu Erzherzog Karl i cztery typu Tegetthoff miały osłaniać krążowniki typu Novara. Plan zakładał powtórzenie sukcesu rajdu przeprowadzonego rok wcześniej. Horthy chciał zniszczyć flotę blokującą cieśninę poprzez zwabienie brytyjskich okrętów do krążowników i mniejszych jednostek, które były osłaniane przez działa pancerników, w tym typu Erzherzog Karl. Jednak rano 10 czerwca drednot „Szent István” został storpedowany i zatopiony przez włoski kuter torpedowy. Horthy uznał, że element zaskoczenia został stracony i odwołał operację. Miało to być ostatnie zadanie bojowe, w którym wziął udział „Erzherzog Karl”. Resztę wojny okręt spędził w porcie w Puli.
Niedługo po zakończeniu wojny pancernik „Erzherzog Karl” został przejęty przez nowo utworzone Państwo Słoweńców, Chorwatów i Serbów, lecz później przekazany Francji w ramach reparacji wojennych. Jednak podczas rejsu do Tulonu okręt osiadł na mieliźnie w okolicach Bizerty i został zezłomowany w 1920 roku in situ.